# Devil You Know
Devil You Know (atualmente Light the Torch) é um supergrupo de metal formado em Los Angeles em 2012. A banda assinou com a Nuclear Blast Records e lançou seu álbum de estréia The Beauty of Destruction em 24 de Abril de 2014.

## História
Devil You Know começou quando o baterista John Sankey (Devolved, Divine Heresy, Fear Factory) eo guitarrista Francesco Artusato (All Shall Perish, Hiss of Atrocities) começaram a tocar e gravar juntos em 2012. Depois de 30 a 40 composições escritas os dois decidiram procurar um vocalista. Um par de gravações demos primeiro foram enviados para Howard Jones (ex-Killswitch Engage, Blood Has Been Shed), que posteriormente, se interessou e entrou na banda no final de 2012. 
No início de 2013 a banda começou a gravar com o produtor e ex-guitarrista do Machine Head, Logan Mader (Gojira, Five Finger Death Punch). 
Em 23 de outubro de 2013 foi anunciado que a banda assinou com a Nuclear Blast. Um dia depois, a primeira música demo "Shut It Down", foi lançada através da página da banda no Facebook. em 31 de Outubro de 2013, a demo foi lançada oficialmente no canal da Nuclear no YouTube.
Em 19 de Dezembro de 2013, foi anunciado que a banda terminou a gravação do álbum e que o baixista Ryan Wombacher (Bleeding Through) eo guitarrista Roy Lev-Ari (Hiss of Atrocities) juntaram-se a banda.
Em fevereiro-março de 2014 a banda participou do Soundwave Festival na Australia.
Em 05 de Março de 2014 o single de estréia "Seven Years Alone" foi lançado. e em 27 de março de 2014, o vídeo oficial da música "Seven Years Alone" foi lançado.
o álbum da banda The Beauty of Destruction mixado por Chris Harris foi lançado em 29 de Abril 2014 pela Nuclear Blast.
Em abril-junho de 2014, a banda vai participar do Revolver Golden Gods com o Black Label Society, Down e Butcher Babies.Atualmente lançou seu novo album They Bleed Red,e um clip da faixa The Way We Day.

## Integrantes
Atuais
- Howard Jones – Vocal (2012–presente)
- Francesco Artusato – Guitarra Solo (2012–presente)
- Alex Rudinger  – bateria (2021–presente)[10]
- Ryan Wombacher – Baixo (2013–presente)

Formações antigas
- John Sankey – bateria (2012–2016)

- Roy Lev-Ari – guitarra base (2013–2015)
- Mike Sciulara – bateria (2018–2019)
- Kyle Baltus – bateria (2019–2021)

## Discografia
- The Beauty of Destruction (2014)
- They Bleed Red (2015)

## References
1. ↑  Devil You Know Facebook info
2. ↑  DEVIL YOU KNOW signs to Nuclear Blast Entertainment!
3. ↑  «Howard Jones's Devil You Know Sign To Nuclear Blast, Release First Demo». Consultado em 26 de maio de 2014. Arquivado do original em 28 de março de 2014
4. ↑  Devil You Know Live Line-Up Announced
5. ↑  Ex-KILLSWITCH ENGAGE Singer's DEVIL YOU KNOW: New Song 'Seven Years Alone' Available For Streaming
6. ↑  DEVIL YOU KNOW - "Seven Years Alone" music video
7. ↑  DEVIL YOU KNOW Taps ZEUSS For Debut Album Mix
8. ↑  Devil You Know album artwork and details announced!
9. ↑  It's official - DYK will be joining Black Label Society and Down on the REVOLVER Magazine Golden Gods North American Tour!
10. ↑  «Light The Torch Interview». Heavy Music Headquarters (em inglês). 24 de junho de 2021. Consultado em 26 de maio de 2022